# Bibbia di Borso d'Este

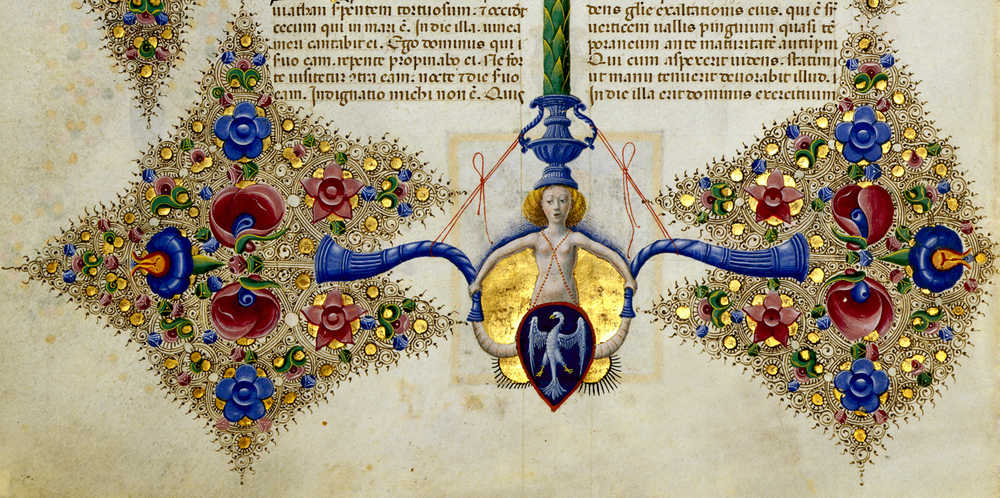
Stemma degli Este

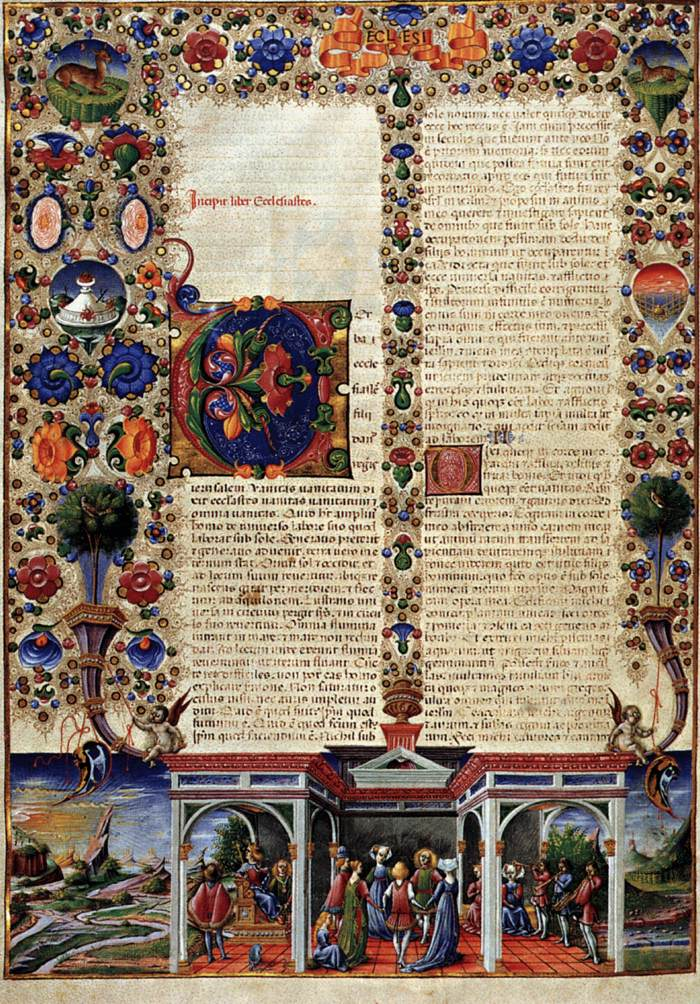
Taddeo Crivelli, incipit dell'Ecclesiaste, Bibbia di Borso d'Este, vol. I, Lat. 422 = ms. V.G. 12, c. 280v

La Bibbia di Borso d'Este è un manoscritto miniato in due volumi; le miniature, opera di Taddeo Crivelli e altri, furono realizzate tra il 1455 e il 1461. L'opera è conservata nella Biblioteca Estense di Modena con la collocazione Ms. Lat. 422-423.
Nel 1937 la Bibbia di Borso d'Este è stata riprodotta in tiratura limitata dalla Bestetti Edizioni d'Arte.

## Storia
La Bibbia di Borso d'Este, una delle più mature espressioni della miniatura rinascimentale, fu eseguita su pergamena nell'arco di sei anni da una squadra di artisti, diretta da Taddeo Crivelli e da Franco dei Russi. Seguendo le sorti della casata, fu portata da Ferrara a Modena nel 1598, dove rimase fino alla fine del ducato nel 1859. In quell'occasione venne presa da Francesco V d'Asburgo-Este sulla via dell'esilio, assieme ai tesori più preziosi della casata. Portata in Austria, venne poi recuperata dopo la Prima guerra mondiale, quando a Parigi nel 1923 fu acquistata per 5 milioni di lire, per tramite del libraio antiquario Tammaro De Marinis, dal senatore Giovanni Treccani, che la donò alla biblioteca modenese.

## Descrizione e stile
Ogni pagina della Bibbia è decorata da un'elegante cornice di girali e altri ornamenti, con il testo organizzato su due colonne. Nella cornice si trovano scene figurate, soprattutto nella parte inferiore, dove si notano spesso ambientazioni in prospettiva, aggiornate alle conquiste della pittura coeva. Si trovano scene anche tra le colonne di testo, magari accanto alle lettere maiuscole figurate o istoriate. Nelle volute agli angoli si trovano spesso animali, rappresentati con vivace spirito di osservazione, che ricorda il gusto cortese, sovente legati a riferimenti araldici a Borso e alla sua casata.

## Galleria d'immagini

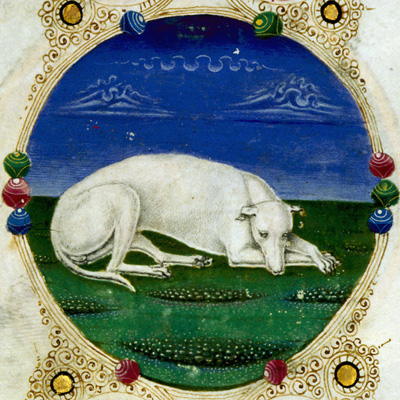
Animali
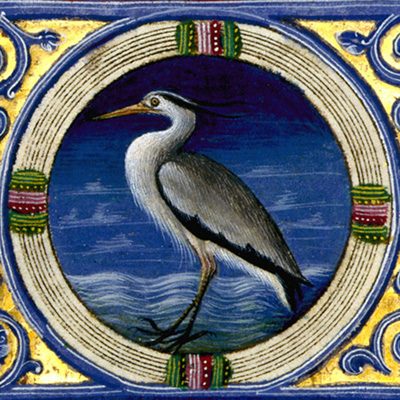
Animali
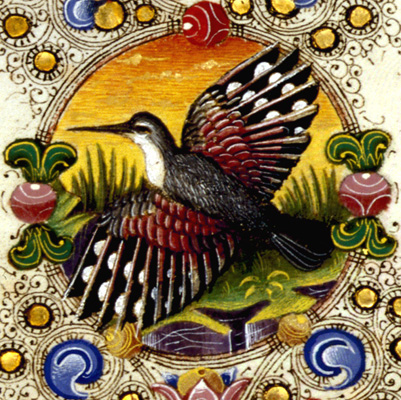
Animali
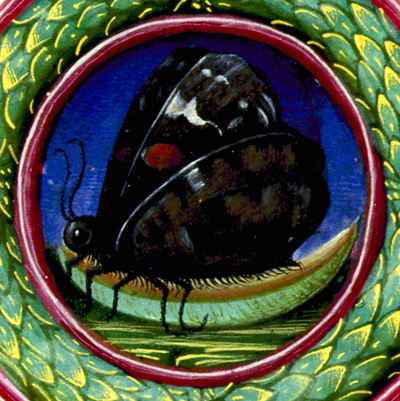
Animali

## Riproduzioni
Per iniziativa e mandato dello stesso donatore Giovanni Treccani, della Bibbia di Borso d'Este - che nel 1924 era stata assegnata alla Biblioteca estense - furono eseguite alcune preziose riproduzioni, numerate e in tiratura limitata, dalla Bestetti Edizioni d'Arte a Milano nel 1937, in collaborazione con l'Editore Emilio Bestetti: esse sono divenute una delle opere di collezionismo più preziose della tipografia italiana. Una successiva stampa anastatica di 100 copie è stata promossa dalla  Banca Popolare di Bergamo nel 1961 in occasione degli ottant'anni dalla nascita di Papa Giovanni XXIII. 
Nel 1996 è stata effettuata la riproduzione in facsimile integrale di soli 750 esemplari numerati, da parte della Franco Cosimo Panini Editore, specializzata in edizioni pregiate e in collaborazione con l'Istituto della Enciclopedia Italiana.
Oggi i due volumi della Bibbia di Borso d'Este sono consultabili on line sul sito della Biblioteca Estense: vol. 1 e vol. 2)